# 致命女郎
致命女郎（法語：femme fatale、國際音標：[fam faˈtal]，又譯：蛇蠍美人），有時也稱為“男人吞噬者”（maneater）是文學上用來分類以自身的魅力誘使目標（多數是男人）沉溺的女性，而為之傾倒的人多數是下場悲慘如失去社會地位、家庭、政權甚至是自己的性命。她是文學藝術的原型。以各種手段如美色、魅力、床技等誘惑男人，或以謊言誘騙或權勢脅迫目標，導致他們落得悲慘下場。因此，至今的致命女郎仍然被描述為擁有類似誘惑者、女巫的力量，擁有凌駕於男人之上的力量。致命女郎通常是邪惡的，或至少在道德上是模稜兩可，並且總是與神秘感和不安感聯繫在一起。她們的行事手段近似蛇蠍美人，所造成的結果則符合紅顏禍水的定義。
社會學一方認為對致命女郎的定位的出現是體現自厭女症的歧視主義，也有見解認為這是隨著女性日趨獨立自主而誕生。
在20世紀早期的美國電影中，由於由女影星蒂達·巴拉出演具有海外風情的致命女郎角色在票房上大獲成功，因此締造了“女吸血鬼”（vamp）此一專屬電影角色定型。
女性黑幫（包括義大利裔美國黑手黨或俄羅斯黑手黨）在黑色電影中被描繪成致命女郎。致命女郎也出現在詹姆士·龐德電影。

## 歷史

### 古代原型

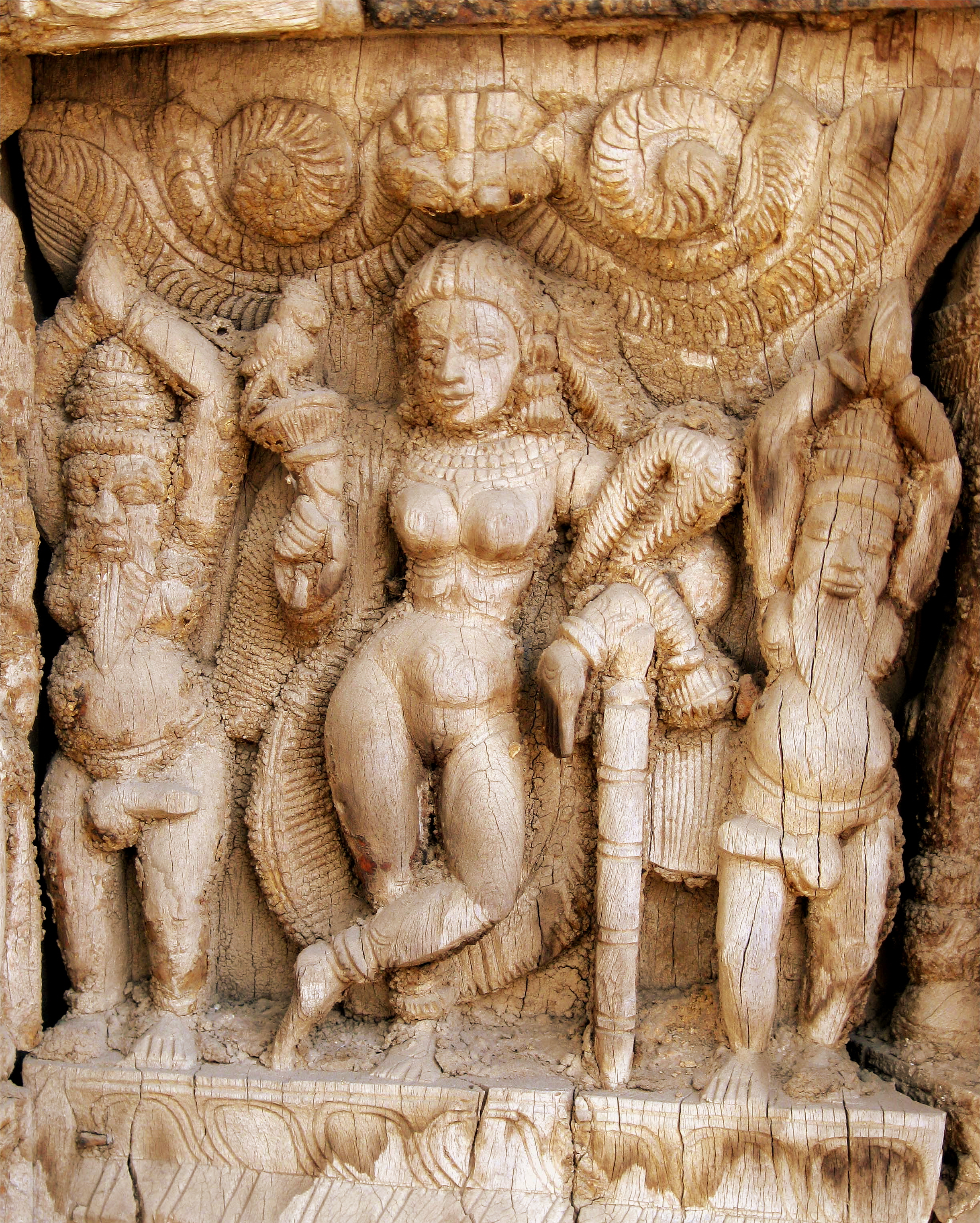
飛天女神莫希妮是印度神話中的蛇蠍美人，她被描述為能夠迷惑諸神、惡魔和聖賢。

蛇蠍美人原型存在於多種文化、民間傳說和神話中。古代神話或傳說的例子包括伊南娜、莉莉絲、喀耳刻、美狄亞、克呂泰涅斯特拉、萊斯比亞、玉藻前和維沙·卡尼亞斯。古典時期的歷史例子包括克麗奧佩脫拉七世和瓦萊里婭·梅薩利娜，以及聖經人物黛莉拉、耶洗別和莎樂美。中國文學中較著名的例子為《封神演義》中的妲己，她被奉女媧之命誘惑紂王的九尾狐附身，誘使紂王沉溺淫樂，又唆使紂王以殘暴手段對待臣民，導致商朝滅亡；《呂氏春秋》中烽火戲諸侯的褒姒。

### 早期西方文化至19世紀
蛇蠍美人是歐洲中世紀常見的人物，經常描繪不受約束的女性性行為的危險。中世紀前繼承的聖經人物夏娃就是一個例子，《摩根勒菲》中邪惡、誘人的女巫也是如此。莫札特的《魔笛》中的夜后展現她在啟蒙時代更加沉默的存在。
蛇蠍美人在浪漫主義時期在約翰·濟慈的作品中盛行，特別是《無情的美女》和《拉米亞》。隨之而來的是馬修·格雷戈里·劉易斯的哥德式小說《僧侶》，主角是瑪蒂爾達，一個非常強大的蛇蠍美人。這導致她出現在愛倫坡的作品中飾演吸血鬼，特別是在《卡蜜拉》和《德古拉的新娘》中。僧侶深受薩德侯爵的欽佩，對他來說，蛇蠍美人象徵的不是邪惡，而是女性所有最好的特質。他的小說《茱麗葉》或許是蛇蠍美人最早獲得勝利的小說。前拉斐爾派畫家經常使用蛇蠍美人的經典擬人化作為主題。

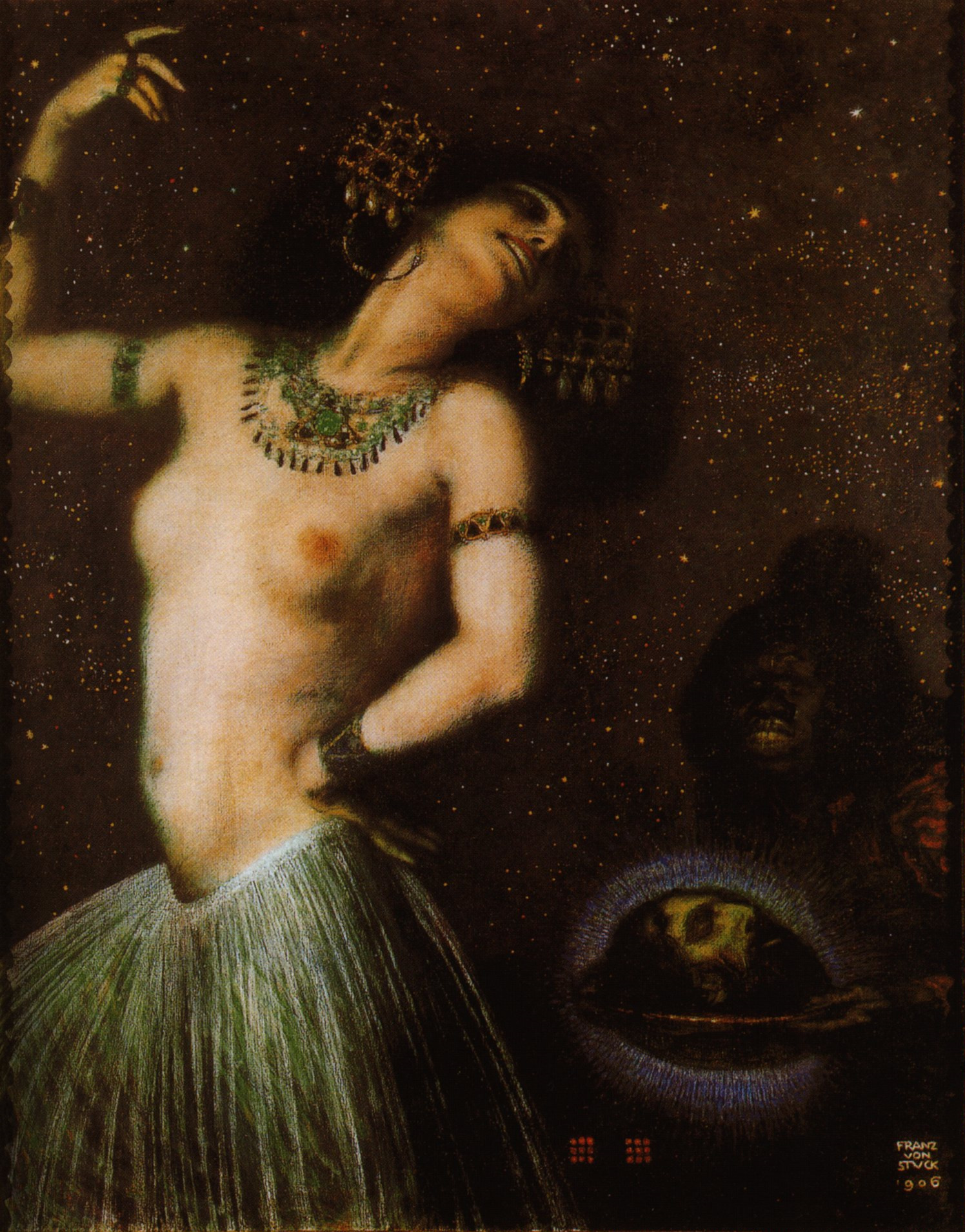
法蘭茲·馮·史杜克1906年畫作中的莎樂美

在19世紀末和20世紀初的西方文化中，蛇蠍美人更成為一種流行的比喻，藝術家愛德華·孟克、古斯塔夫·克林姆、法蘭茲·馮·史杜克和古斯塔夫·牟侯的畫作中都可以找到她的身影。若利斯-卡爾·于斯曼的小說《逆流》包含莫羅畫作中莎樂美形象的狂熱想像：
No longer was she merely the dancing-girl who extorts a cry of lust and concupiscence from an old man by the lascivious contortions of her body; who breaks the will, masters the mind of a King by the spectacle of her quivering bosoms, heaving belly and tossing thighs; she was now revealed in a sense as the symbolic incarnation of world-old Vice, the goddess of immortal Hysteria, the Curse of Beauty supreme above all other beauties by the cataleptic spasm that stirs her flesh and steels her muscles,–a monstrous Beast of the Apocalypse, indifferent, irresponsible, insensible, poisoning.——若利斯-卡爾·于斯曼，逆流， 莎樂美姊妹
1891年，奧斯卡·王爾德在他的戲劇《莎樂美》中：她用誘人的「七紗之舞」操縱她情慾瘋狂的希律王，以答應她的專橫要求：「把施洗約翰的頭帶給我」」。後來，莎樂美成為史特勞斯歌劇的主題，並以無數的化身在舞台、銀幕和西洋窺視秀上廣為人知。
蛇蠍美人也被視為19世紀末和20世紀歌劇中的傑出人物，出現在理察·華格納的《帕西法爾》（昆德麗，Kundry）、喬治·比才的《卡門》、卡米耶·聖桑的《參孫與大利拉》和阿班·貝爾格中的《露露》（改編自法蘭克·維德金的戲劇《地之靈》和《潘朵拉的盒子》）。
歷史中其他相當有名的蛇蠍美人包括法蘭西的伊莎貝拉、克里斯蒂安尼亞（現奧斯陸）的海達·加布勒、奧地利的瑪麗·安東妮，以及最著名的盧克雷齊亞·波吉亞。

### 20世紀流派

#### 20世紀初

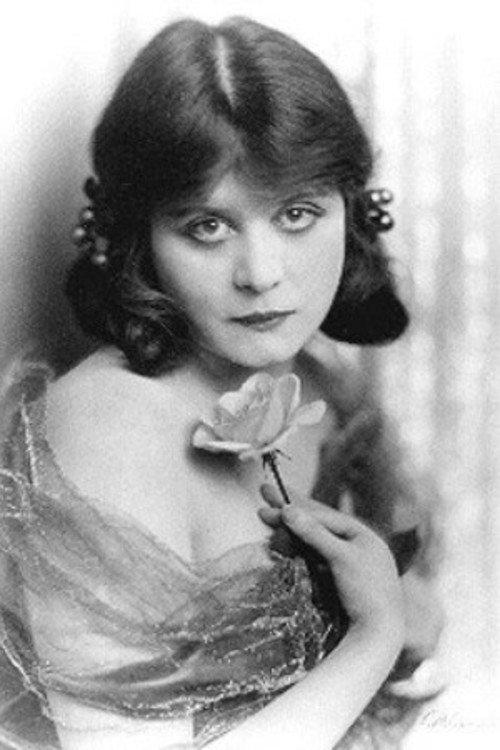
電影『傻瓜』(A Fool There Was)中的女演員蒂達·巴拉

帕特里克·坎貝爾夫人，蕭伯納的“第二個著名的柏拉圖式愛情故事”，（她出版他的一些信件）和菲利普·伯恩-瓊斯的情人和他1897年畫作《吸血鬼》(The Vampire)的主題，受到啟發伯恩瓊斯的表弟魯德亞德·吉卜林在《德古拉》出版的那一年寫下了他的詩《吸血鬼》 。這首詩的開頭是：“那裡有一個傻瓜……”(A fool there was ...)，啟發波特·愛默生·布朗寫了劇本《傻瓜》(A Fool There Was)。
這首詩被改編成1909年的百老匯作品。隨後是1913年羅伯特·維尼奧拉(Robert Vignola)拍攝的電影《吸血鬼》(The Vampire )，其中包含「吸血鬼」舞蹈。主角愛麗絲·霍利斯特被宣傳為「最初的吸血鬼」。1915年的電影《傻瓜》，由蒂達·巴拉主演，隨後出演《The Vamp》。這首短詩可能被用於1915年電影的宣傳中。1910年代美國俚語中蛇蠍美人的意思是vamp，吸血鬼的意思。
另一個指標性的蛇蠍美人是瑪格麗莎·赫特雷達·澤萊 (Margaretha Geertruida Zelle)。在擔任異國舞者期間，她採用了藝名瑪塔·哈里 (Mata Hari)。她被指控在第一次世界大戰期間從事德國間諜活動，並被法國行刑隊處決。她去世後，她成為許多轟動的電影和書籍的主題。
在偵探小說中出現的蛇蠍美人，尤其是「冷硬派」的子類型中，該類型很大程度上起源於20年代達許·漢密特(Dashiell Hammett)的犯罪故事。在那個年代末，法裔加拿大女惡棍瑪麗·德·薩布雷瓦為肯尼思·羅伯茨以美國革命為背景的歷史小說增添當代氣息。
電影中的惡棍經常出現在外國，通常有東歐或亞洲血統。她們與莉蓮·吉許和瑪麗·璧克馥等女星的健康形象形成鮮明對比。著名的無聲電影演員包括蒂達·巴拉、海倫·加德納、路易絲·格勞姆、瓦萊卡·蘇拉特、穆西多拉、維吉尼亞·皮爾遜、奧爾加·佩特洛娃、羅絲瑪莉·泰比、妮塔·納爾迪、波拉·內格里、埃斯特爾·泰勒、吉塔·古達爾以及早期出演的瑪娜·洛伊。

#### 經典黑色電影時代

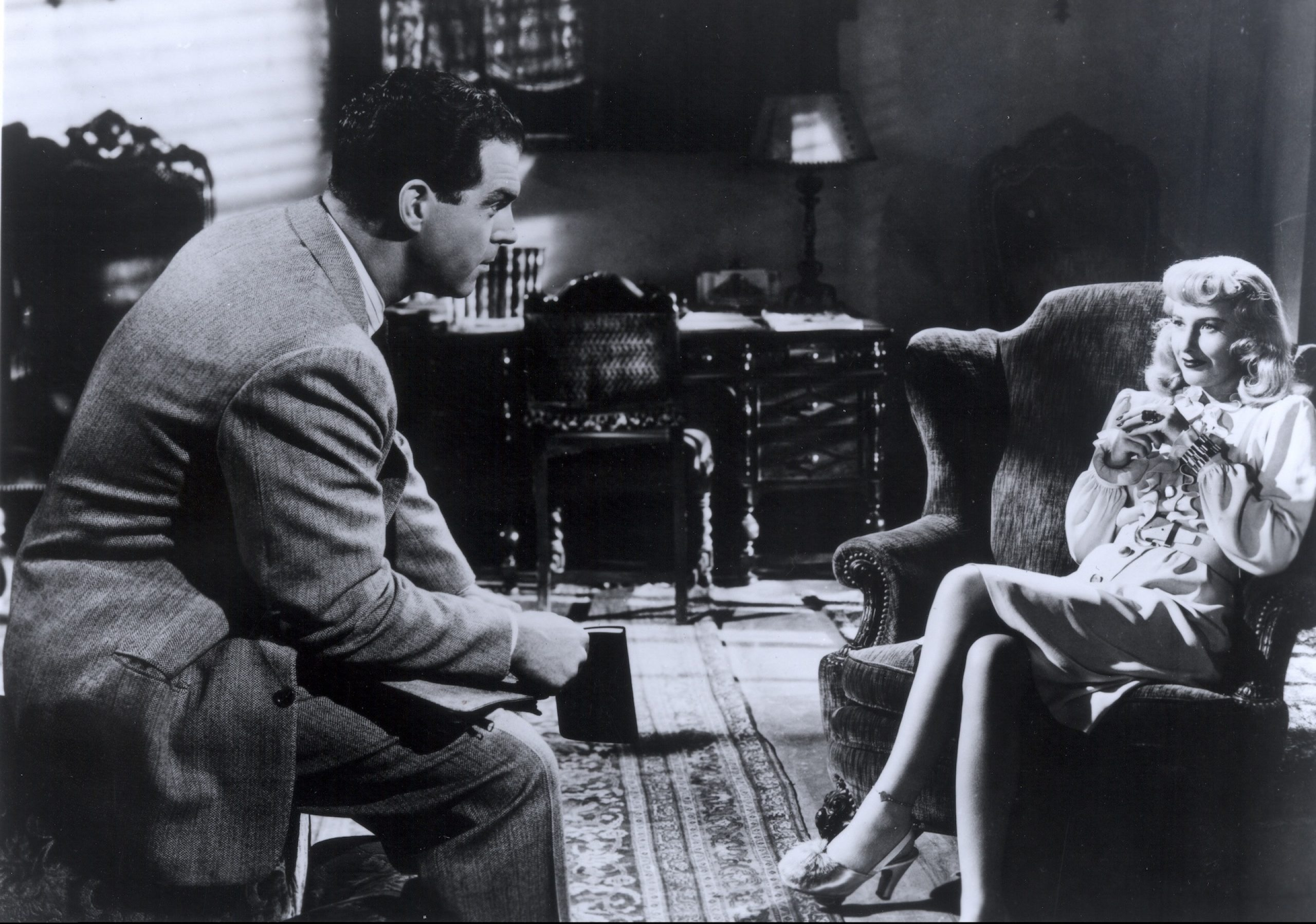
經典黑色電影《雙重賠償》中蛇蠍美人菲利斯·迪特里克森由芭芭拉·史坦威飾演

在1940年代和1950年代的經典黑色電影時代，蛇蠍美人在美國電影中蓬勃發展。蛇蠍美人的原型是1944年電影《雙重賠償》中由芭芭拉·史坦威( Barbara Stanwyck) 飾演的菲利斯·迪特里克森(Phyllis Dietrichson)（她因該角色獲得奧斯卡最佳女主角獎提名）。這個角色被認為是黑色電影史上最好的蛇蠍美人角色之一。該角色被美國電影學會在《AFI百年百大英雄與反派》中評為美國電影第8名電影反派。在一個經典的黑色電影比喻中，她操縱一個男人殺死她的丈夫以獲取經濟利益。
其他蛇蠍美人的例子包括：
- 安·布萊斯《慾海情魔》（Mildred Pierce）（1945），飾演自戀的女兒維達(Veda)利用她溺愛的母親米爾德里德（瓊·克勞馥飾演），並破壞她母親與繼父蒙特·巴拉貢（Monte Barragon，扎克瑞·斯科特飾演）的再婚
- 吉恩·蒂爾尼《把她留給天堂》（1945）飾演埃倫布倫特哈蘭 (Ellen Brent Harland)
- 麗塔·海華斯《吉爾達》(1946)飾演的歌舞歌手[34]，操縱丈夫的自戀妻子
- 愛娃·嘉德納《殺手們》（1946）中的和拉娜·特納《蕩婦怨》（1946）分別根據厄尼斯特·海明威和詹姆斯·凱恩的小說改編，飾演操縱男人殺死自己的丈夫[34]。

- 希區考克的電影《帕拉丁案》（1947）中，阿莉達·瓦利飾演的角色導致兩名男子死亡，另一名男子幾乎被毀。
- 麗莎貝斯·斯科特《淚來得太晚》（1949）中扮演的珍這個角色。在她試圖從合法收款人和她的丈夫手中奪走一些髒錢的過程中，她使用毒藥、謊言、性戲弄和槍支來讓男人們纏住她的手指。
- 珍·格里爾《超越過去》（1947）中飾演一位對勞勃·米契施展詭計的兇殘蛇蠍美人，這一形象至今仍廣為人知。
- 《槍狂》（1950年）中，蛇蠍美人引誘一名男子走上犯罪之路。
- 希區考克1940年的電影《蝴蝶夢》和達芙妮·杜·穆里埃(Daphne du Maurier)1938年的小說《麗貝卡》中，同名的蛇蠍美人完全主導情節，儘管她已經死了，我們再也沒有看到她的形象。
- 《洛基與布溫克》中的娜塔莎·法塔萊 (Natasha Fatale) 是一位身材優美的間諜，她的名字取自蛇蠍美人(Fatale)的角色。
- 《冷酷的金髮女郎》（1948）講述一位謀殺多名男子的女性連環殺手的故事。

#### 1980年代至現今
蛇蠍美人的形像一直延續到至今：
- 凱薩琳·特納《熱血》（1981）、《現代教父》（1985）
- 西恩·楊《銀翼殺手》（1982）
- 凱撒琳·丹尼芙《千年血后》（1983）
- 伊莎貝拉·羅塞里尼《藍絲絨》(1986)
- 格蕾絲·瓊斯《吸血鬼》(1986)
- 葛倫·克蘿絲《致命的吸引力》(1987)
- 安潔莉卡·休斯頓《巫婆》(1990)
- 莎朗·史東《第六感追緝令》(1992)
- 茱麗葉·畢諾許《烈火情人》(1992)
- 琳達·菲奥倫蒂諾《最後的誘惑》(1994)
- 妮可·基嫚《愛的機密》(1995)、《紅磨坊》（2001）、《性腥聞》（2012）、《北方人》（2022）
- 派翠西亞·艾奎特《驚狂》(1997)
- 蘿絲·麥高文《惡魔肉慾》(1998)、《風騷壞姊妹》(1999)
- 莎拉·蜜雪兒·吉蘭《危險性遊戲》(1999)
- 安潔莉娜·裘莉《枕邊陷阱》(2001)
- 麗貝卡·羅梅恩《雙面驚悚》(2002)
- 梅根·福克斯《陰點鬼情人》(2009)
- ，塔妮亞·雷蒙德《喬迪·阿里亞斯：骯髒的小秘密》（2013）
- 伊娃·葛林《萬惡城市：紅顏奪命》（2014）
- 羅莎蒙·派克《控制》（2014）
- 瑪格·羅比《巴比倫》（2022）[36]。

奧斯卡獎得主瑪莉詠·柯蒂亞在影片中扮演蛇蠍美人。
這種原型在美國電視中也隨處可見。美國電視界最著名的蛇蠍美人之一是雪琳·芬在大衛·林區熱播劇《雙峰》中飾演的奧黛麗霍恩(Audrey Horne)。在電視劇《蛇蠍美人》中，女演員塔尼特·菲尼克斯飾演莉莉絲。在Netflix電視劇『勁爆女子監獄》中，女演員蘿拉·普萊潘飾演亞歷克斯·沃斯(Alex Vause)，一位現代蛇蠍美人，她帶領男人和女人走向毀滅。
蛇蠍美人常出現在漫畫中。著名的例子包括蝙蝠俠的宿敵貓女，她於1940年首次出現在漫畫中，以及閃靈俠的各種對手，例如P'Gell。
這個典型的角色也經常出現在歌劇和音樂劇的流派中，傳統上她會擔任女中音（Mezzo-soprano）、女低音（Alto）或女低音（Contralto，聲部中最低音），與天真無邪的女高音（Soprano）相對，象徵著男性氣質和缺乏女性的純潔性。一個例子是1812年《娜塔莎、皮耶和大彗星》中的海倫娜。

### 小説
日本的法國文學學者鹿島茂在其著作《惡女入門 致命女郎戀愛論》中討論了以下11部作品。
- 曼儂·雷斯戈（Manon Lescaut），作者：安東尼·普列沃斯
- 卡門（Carmen），作者：普羅斯柏·梅里美
- 弗雷德里克和伯內萊特（法語：Frédéric et Bernerette），作者：阿爾弗雷德·德·繆塞
- 貝姨（La Cousine Bette），作者：歐諾黑·德·巴爾札克
- 茶花女（La Dame aux camélias），作者：小仲馬
- 薩朗波（Salammbô），作者：古斯塔夫·福樓拜
- 彼方（Là-bas），作者：若利斯-卡爾·于斯曼
- 娜娜（Nana），作者：埃米爾·左拉
- 追憶似水年華（À la recherche du temps perdu），作者：馬塞爾·普魯斯特
- 娜嘉（Nadja），作者：安德烈·布勒東
- 愛德華妲夫人（Madame Edwarda），作者：喬治·巴代伊

### 電影
法國版『GQ』將以下內容列為「電影中的25位蛇蠍美人」。
- 珍·茜寶《斷了氣》（1960）
- 烏爾蘇拉·安德烈斯《第七號情報員》（1962）
- 蘇菲亞·羅蘭《人海萬花筒》（1963）
- 茱莉·克莉絲蒂《親愛的》（1965）
- 珍·芳達《追》（1966）
- 凱撒琳·丹尼芙《青樓怨婦》（1967）
- 羅美·雪妮黛《游泳池》（1969）
- 碧姬·芭杜、珍·柏金《春情萬種女唐璜》（1973）
- 夏綠蒂·蘭普琳《狂愛》（1974）
- 賈桂琳·比塞特《深深深》（1977）
- 布魯克·雪德絲《藍色珊瑚礁》（1980）
- 蜜雪兒·菲佛《疤面煞星》（1983）
- 莎瑪·海耶克《英雄不流淚》（1995）
- 妮可·基嫚《大開眼戒》（1999）
- 蘇菲·瑪索《情慾寫真》（2000）
- 潘妮洛普·克魯茲《一世狂野》（2001）
- 荷莉·貝瑞《劍魚》（2001）
- 莫妮卡·貝魯奇《不可逆轉》（2002）
- 伊娃·葛林《巴黎初體驗》（2003）
- 露迪芬·莎妮《游泳池謀殺案》（2003）
- 娜塔莉·波曼《偷情》（2004）
- 潔西卡·艾芭《萬惡城市》（2005）
- 伊娃·曼德絲《我們擁有夜晚》（2007）
- 貝荷妮絲·瑪赫洛《007：空降危機》(2012)
- 安娜·凱莉娜、尚盧·高達的所有作品

## 在刑事審判中
這個術語已被媒體用於與廣為人知的刑事審判有關，例如喬迪·安·阿里亞斯和阿曼達·諾克斯的審判。

## 註解
1. ↑  她不再只是那個靠著身體的放蕩姿態來向老者索取情慾的舞女；她透過顫動的胸部、起伏的腹部和搖擺的大腿來征服國王的意志；她現在被揭示為世界陳舊罪惡的象徵性化身，是不朽的歇斯底里女神，因她那使身體與僵硬肌肉的顫抖，成為所有其他美女中最美麗的詛咒，–一頭啟示錄中的可怕怪獸，冷漠、不負責任、麻木不仁、散播毒害。

## 延伸閱讀
- 多米尼克·邁農 and 詹姆斯·烏爾西尼 (2009) Femme fatale, ISBN 0879103698. Examines the context of film noir.
- 朱塞佩·斯卡拉菲亞 (2009) Femme fatale, ISBN 9788838903960

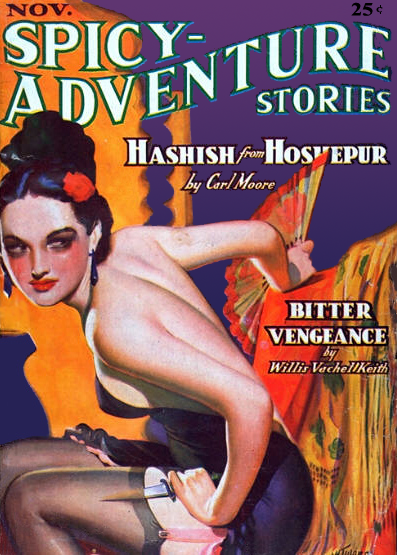
致命女郎是20世紀30年代紙漿雜誌中冷硬派犯罪故事的標準配置

- Julie Grossman (2020) The Femme Fatale, ISBN 9780813598246. A brief history of the femme fatale in cinema and TV.
- Toni Bentley (2002) Sisters of Salome, ISBN 9780803262416. Salome considered as an archetype of female desire and transgression and as the ultimate femme fatale.
- 布拉姆·迪傑斯特拉 (1986) Idols of Perversity: Fantasies of Feminine Evil in Fin-De-Siecle Culture, ISBN 0195056523. Discusses the Femme fatale-stereotype.
- Bram Dijkstra (1996) Evil Sisters: The Threat of Female Sexuality in Twentieth-Century Culture, ISBN 0805055495.
- Elizabeth K. Mix Evil By Design: The Creation and Marketing of the Femme Fatale, ISBN 9780252073236. Discusses the origin of the Femme fatale in 19th-century French popular culture.
- 馬里歐·普拉茲 (1933) The Romantic Agony, ISBN 9780192810618. See chapters four, 'La Belle Dame Sans Merci', and five, 'Byzantium'.
- Julie Grossman (2009) Rethinking the Femme Fatale in film noir: Ready for her close-up, ISBN 9781349313341. Tries to bring about a more nuanced and sympathetic reading of the "femme fatale" in film criticism and popular culture commentary.